# 壁ドン
壁ドン（かべドン）とは、
1. 集合住宅などで隣の部屋が騒がしい時に、壁をドンと殴る行為[1][2][3][4]。3番目の用法が流行する以前からインターネット上で用いられているスラング[5][6][7][8]。「壁殴り」[5][8]や「イラ壁」[7]とも呼ばれる。（→#集合住宅などにおける壁ドン）
2. 壁を叩きたくなるほどの不満や憤りを感じた時など[3]、腹が立った時に壁を殴る行為[5]。1番目のスラングから派生したもので、主に男性アニメファンの間に存在する用法[5]。視聴者が嫉妬するような恋愛描写に反応して壁を叩く行為で、転じて「幸せそうなカップル（いわゆるリア充）を見かけた時に嫉妬して壁をドンドン叩く行為」として用いられることがある[5][9]。
3. 男性が女性を壁際（または窓際、柱など）に追い詰めて、手を壁にドンと突き迫る行為、および恋愛漫画等における描写[1][2][3][10]。この用法で2014年に開催されたユーキャン新語・流行語大賞のトップテンに選ばれた[11]。派生として「床ドン」「顎クイ」「股ドン」「蝉ドン」「網トン」などが誕生した。（→#恋愛における壁ドン）
4. 自動車やバイクなどのヘッドランプ、フォグランプ等を壁に向かって点灯・照射させる行為[12][13]。ヘッドライトの配光特性やカットライン、光量などを確認する目的で行われる[12]。また、それらの乗り物が壁にぶつかることを指す[14]。
5. 島田珠代が吉本新喜劇の舞台上で披露する持ちネタの一つ[15]。共演の男性座員から舞台上の壁へ勢い良くぶつけられるネタを指す。「壁当たり」や「壁バーン」、「ぶつかり芸」[16]と称されるが、3.の流行後は「壁ドン」や「壁ドンの元祖」などとも称されることがある[15]。

## 集合住宅などにおける壁ドン
主にアパートなどの集合住宅において、隣人の声や常識外れの生活音（大音量の音楽、宴会の騒ぎなど）が騒音として聞こえる場合に、その隣人の部屋につながっている壁を強く叩き、隣人に抗議・警告を示す行為のこと。初期には「壁殴り」「イラ壁」とも称され、後に「壁ドン」に転じた。壁が薄く、防音性の劣るアパートなどで頻繁に起こるトラブルであるほか、しばしば壁の薄さを「自虐的」に表現する際に用いられることもある。レオパレス21が、後述する「恋愛における壁ドン」を題材とした映像コンテンツを公開した際には、これを「自虐ネタか」と評する報道が散見された。
騒音に対して壁を殴り抗議を示す行為は、相手に抗議の意図が伝わらない可能性が高く、逆にトラブルを呼び起こす恐れがあると指摘されている。

## 恋愛における壁ドン

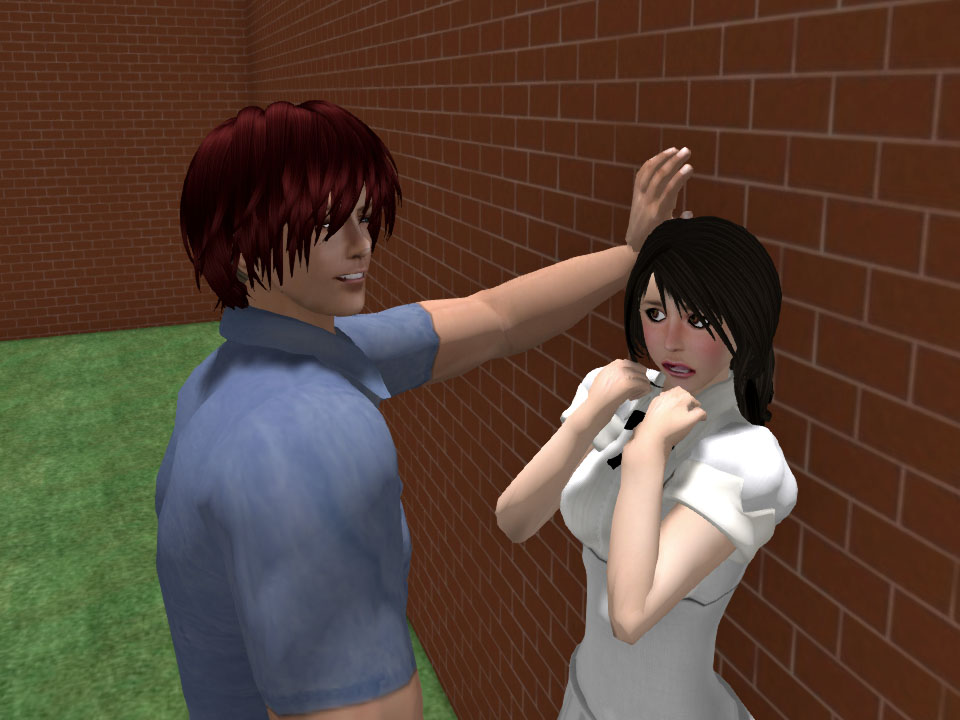

恋愛における壁ドンは、主に漫画やアニメ、さらに実写ドラマや映画などでも見られるシチュエーションである。「男性が女性を壁際まで追い詰め、壁を背にした女性の脇に手をつき『ドン』と音を発生させ、腕で覆われるように顔が接近する」まで、あるいは「耳元で愛を囁かれる」までが一般的な壁ドンである。このシチュエーションにおける男性は、女性から見ていわゆる「イケメン」であるか、好意を持っている男性に限る、とする報道もある。漫画の中においては、「まだ恋人にはなっていないが、好意をもっている異性」が一気に距離を詰めて迫ってくる、という前提があって初めて成立する様式美であるとの分析がある。また、女性が男性に対して壁ドンする行為は「逆壁ドン」と呼称する。
この意味での使われ方は、2008年に声優の新谷良子が「萌えるシチュエーション」として「壁にドン … 黙れよ」という言葉で紹介したのが初出と言われている。流行の火付け役となったのは、渡辺あゆによる少女漫画『L♥DK』（『別冊フレンド』2009年3月号から連載開始）であり、その映画化（2014年4月12日公開）を機に幅広い年代に知られるようになったとも、原作の冒頭シーンが「壁ドン」で始まることからSNSを通じ女性読者の間で新語として拡散していったとも、『L♥DK』に「壁ドン」が登場したのち他の漫画やアニメ作品に同様の場面が引用され拡散していったとも報じられている。特に「壁ドン」が様式美として広く認識されたきっかけは原作の第14巻における壁ドンシーンであるとの分析もある。少女漫画でよく見られるシチュエーションであることから、特に女子中高生は「壁ドン」をこの意味で用いることが多いという。
サイバーエージェントが、女子中高生444名を対象として2014年上半期に「女子中高生の間で流行ったもの」や「流行りそうなもの」を「JCJK流行りものランキング」として調査した（複数回答可）ところ、「壁ドン」が201票を集めて1位になっている。さらに、日清食品が2014年6月30日から「壁ドン」を題材にしたカップヌードルのテレビCMを期間限定放送するなど、恋愛の意味での「壁ドン」が使用されることが多くなっている。日清食品のテレビCMによって、「壁ドン」は中高生のみならず幅広い世代に知られるようになったとの報道もある。
一方でカルチュア・コンビニエンス・クラブが、20 - 30代男女のTカード利用者400名を対象として2014年に実施した恋愛に関するアンケート調査によれば、「女性が『胸キュン』するシチュエーション」として多かった回答は順に「後ろからギュッとされる」（54.1%）、「危ない時に手を引いてくれる」（49.8%）、「頭をポンポンされる」（49.3%）であった。「壁にドンとされる」と回答した者は18.5%に留まり、「世間を賑わせている割には現実世界では『胸キュン』なシチュエーションではない」と報じられたほか、実際に「壁ドンを経験した」と回答した者の割合（男性の「したことがある」、女性の「されたことがある」の合計）も16.5%に留まっている。

### 流行の背景と分析
前述の少女漫画『L♥DK』の編集担当者によれば、「壁ドン」が流行した背景としていわゆる「草食系男子」に対する女性の苛立ち、および「男性から迫ってきて欲しいという気持ちの現れ」であるとの分析がなされているほか、「実際にはやりにくいが、あってもおかしくない行動であること」「様々な妄想ができる余地があること」「少女漫画は女子の願望を叶える為のファンタジーであり、男性から積極的に言い寄られる快感が絵になっている『壁ドン』は、その願望を満たしている」「異性に積極的に迫られるシチュエーションは恋愛漫画の黄金パターンであり、『壁ドン』も好みの異性に迫られたい、という読者の要望を反映させている」などの分析や、「『壁ドン』は恋愛に臆病になっている男性を奮い立たせる為のメッセージ」であるなどの分析がなされている。少女漫画におけるヒーロー像の変遷が背景にあるとする指摘もあり、1980年代末から1990年代初頭にかけて、「品行方正で優しい王子様」ではなく、いわゆる「俺様キャラ」「Sキャラ」が一般化し、『花より男子』（『マーガレット』1992年 - 2004年連載）、『イタズラなKiss』（『別冊マーガレット』1990年 - 1999年連載）などに見られる「少し意地悪でクール」な男性キャラが人気を集めたことに起因するとの意見がある。また、急速に広まった背景としてSNSの普及が挙げられており、「真似しやすく、絵になる行為」であることから実際に「壁ドン」を行ってSNSに投稿する者が増えたとの指摘がある。
「壁ドン」シーンそのものは、『ベルサイユのばら』（『マーガレット』1972年 - 1973年連載）、『王家の紋章』（『月刊プリンセス』1976年から連載中）、『ときめきトゥナイト』（『りぼん』1982年 - 1994年連載）など、少女漫画における「定番シーン」として昔から存在していたとも報じられている。昔の作品における「壁ドン」は「男らしさを誇示して求愛する『強要』の壁ドン」であり、現代の作品における「壁ドン」は「普段は強くない男でも、何かあった時には男らしさを誇示しなければ男女の関係を縮められない。男の弱さが出ている『懇願』の壁ドン」であるとして、時代によって「壁ドン」の持つ意味合いは違っているとの分析もある。
以前から描写されてきた「壁ドン」が突然ブームになった要因として、「『壁ドン』という分かりやすい名前を得たこと」および「女性が強くなったこと」とする指摘がある。1970年代の少女漫画における愛情の発露シーンは「女性の手首を掴み、抑えこむ」、すなわち女性の身動きを取れなくする描写が多かったのに対して、「壁ドン」は横に動けばすり抜けることが可能なことから「男性が一瞬強く出るも、後の判断は女性に委ねられている」「『壁ドン』は女性に委ねられて成り立っている」との分析がなされている。
「壁ドン」は「登場人物同士の関係性を示す『記号』を多く含むことができる発明である」との指摘もなされており、例えば男性が壁に付けている部分が手のひらであるのか肘の部分であるのか、片手であるのか両手であるのかなどによって距離感に違いを出したり、状況によって壁ではなく本棚や窓を利用することもできたり、目を合わせているか逸らしているのかで心理的な描写もできるようになっているとしている。

### 映像作品における応用
2014年秋のテレビドラマ、映画で多用されており、『きょうは会社休みます。』、『ファーストクラス』、『ごめんね青春!』、『ドクターX〜外科医・大門未知子〜』、『近キョリ恋愛』などで「壁ドン」シーンが登場している。

### 暴力的であるとする指摘
恋愛対象にならない相手による壁ドンは、日本の法律において暴行罪に該当する可能性が指摘されている。
また、「壁ドン」を「相手の同意なく、逃げられない状況にすることであり暴力的な行為」であるとした上で、「素敵な男性に強引に連れて行ってもらいたい」という古いジェンダーが潜んでいるとの批判的な指摘がある。読売新聞の記事でも同様に「DVの要素を感じる」「逃げ道を塞ぐ強引さ、『俺がお前を守る』という台詞に配偶者や恋人からの暴力に繋がりやすい束縛・支配の関係が見える」「『束縛は愛情表現の一つ』といった考え方が若者に広がるのは漫画やドラマの影響がある」とする指摘を取り上げている。
朝日新聞出版「AERA」の記事では「『壁ドン』の何が良いのか。体格で勝る男性が女性を威嚇する行為に見えるが、そんな男性は危険ではないか」とする女性記者の指摘を取り上げ、「パーソナルエリアの侵害、本能が拒否する」「上から目線で頭の悪そうなセリフを囁かれたら、恋も冷める」などの意見を掲載している。同記事において、精神科医のゆうきゆうは「『壁ドン』を歓迎する女性は、心の中に『支配されたい欲求』があると考えられる。狭い空間に押し込められる状況に『プチ監禁』『プチ支配』のような錯覚を抱いて、M的欲求を満たしているのかもしれない」、脳科学者の澤口俊之は「『壁ドン』は、『男性性』が高い男性がやってこそ成立する。こういう男性はあちこちで同じ行為をするので、結婚に向かないタイプ。拒否反応を示す女性の方がむしろ正常」であると述べている。
2016年7月には、和歌山県の文化施設内で女子高校生に「壁ドン」でナンパをしようとした男が、暴行容疑で逮捕されている。

### 起源・用法について
元々「騒音に対する抗議」として使われていた壁ドンが「恋愛における表現方法」として流行したことに対して、インターネット上で論争があることが報じられている。J-CASTニュースでは、「同じ言葉でも所属している層によって想像する意味が全く異なってくることを浮き彫りにした」と報じている。
ライター・新語ウォッチャーのもりひろしが日経ビジネスオンラインに寄稿した記事によれば、壁ドンという言葉が「偶然、たまたま2つの意味で発明されてしまった可能性」「新谷良子が広めた『壁にドン』の省略形が、たまたま別概念として存在していた『抗議の壁ドン』と衝突した可能性」を指摘しており、「この見立てが正しければ言葉の成り立ちとして非常に面白い事例であるように思う」と述べている。

### 関連書籍
- 『きみと壁ドン』（講談社コミックスフレンド、2014年、ISBN 978-4063419276） - 壁ドン・オムニバス
- 『壁を、ドン。』（大野そら、一迅社、2014年、ISBN 978-4758008365）

## 派生
「壁ドン」からの派生用語として「床ドン」（ゆかドン、後述）、「顎クイ」（あごクイ、向かい合った女性の顎をクイッと持ち上げる行為）、「股ドン」（またドン、壁を背にした女性の股に脚を入れて壁を蹴る行為）、イラストとして「蝉ドン」（せみドン、蝉のように両手両足を壁に押し付ける様子）、「網トン」（あみトン、網戸にとまった虫を「トンッ」として追い払ってもらう様子）などが誕生している。

### 床ドン
壁ではなく床に大きな衝撃を加えて音を鳴らす行為を指して、すなわち階下の人間に対して威嚇する行為、いわゆる「引きこもり」が階下にいる親に対し何かを要求する行為、寝ている女性の上に男性が覆いかぶさるようにして床に手をつく行為を、「床ドン」（ゆかドン）と呼ぶことがある。
漫画家の辛酸なめ子は、読売新聞の記事において「床ドン」は「壁ドン」に比べて性的な意味合いが強いと指摘しており、「性行為の婉曲的表現かもしれない」と論じている。